# Eldredgeops rana
Eldredgeops rana (раніше Phacops rana) — вид трилобітів з родини Phacopidae ряду Phacopida. Численні скам'янілі рештки виду знайдені на північному сході США, Канаді і в Марокко. Описано близько 240 скам'янілостей цього виду. Скам'янілості датуються девоном (390 млн років тому). Цей трилобіт мав великі очі (видова назва rana перекладається як «жаба», через великі очі як у жаби). Сягав завдовжки 15 см. У разі найменшої небезпеки Phacops rana зкручувався у кулю, як у сучасні мокриці. У такому стані зараз знаходять більшість скам'янілостей.